# 赖夏尔茨豪森
赖夏尔茨豪森是德国巴登-符腾堡州的一个市镇。总面积10.00平方公里，总人口2061人，其中男性1027人，女性1034人（2011年12月31日），人口密度206人/平方公里。